# Interlands Nieuw-Zeelands voetbalelftal 2010-2019
Deze pagina toont een chronologisch en gedetailleerd overzicht van de interlands die het Nieuw-Zeelands voetbalelftal speelde in de periode 2010 – 2019.

## Interlands

### 2010
|                                                   |               |                                    |        |                                                                             |
| 3 maart Vriendschappelijk № ?? «onderlinge duels» | Nieuw-Zeeland | 0 – 2                              | Mexico | Rose Bowl, Pasadena Toeschouwers: 90.526 Scheidsrechter: Jair Marrufo (USA) |
| 3 maart Vriendschappelijk № ?? «onderlinge duels» |               | 53' Carlos Salcido 57' Carlos Vela |        | Rose Bowl, Pasadena Toeschouwers: 90.526 Scheidsrechter: Jair Marrufo (USA) |

|                                                            |                                    |       |                  |                                                                                                |
| 24 mei Vriendschappelijk № ?? «onderlinge duels» 20:00 uur | Australië                          | 2 – 1 | Nieuw-Zeeland    | Melbourne Cricket Ground, Melbourne Toeschouwers: 55.659 Scheidsrechter: Ricardo Salazar (USA) |
| 24 mei Vriendschappelijk № ?? «onderlinge duels» 20:00 uur | Dario Vidošić 57' Brett Holman 90' |       | 16' Chris Killen | Melbourne Cricket Ground, Melbourne Toeschouwers: 55.659 Scheidsrechter: Ricardo Salazar (USA) |

|                                                            |                  |       |        |                                                                                  |
| 29 mei Vriendschappelijk № ?? «onderlinge duels» 17:15 uur | Nieuw-Zeeland    | 1 – 0 | Servië | Hypo-Arena, Klagenfurt Toeschouwers: 14.000 Scheidsrechter: Oliver Drachta (AUT) |
| 29 mei Vriendschappelijk № ?? «onderlinge duels» 17:15 uur | Shane Smeltz 22' |       |        | Hypo-Arena, Klagenfurt Toeschouwers: 14.000 Scheidsrechter: Oliver Drachta (AUT) |

|                                                            |                                                              |       |                 |                                                                                           |
| 4 juni Vriendschappelijk № ?? «onderlinge duels» 19:45 uur | Slovenië                                                     | 3 – 1 | Nieuw-Zeeland   | Ljudski vrt Stadion, Maribor Toeschouwers: 10.965 Scheidsrechter: Anastasios Kakkos (GRE) |
| 4 juni Vriendschappelijk № ?? «onderlinge duels» 19:45 uur | Milivoje Novakovič 7' Milivoje Novakovič 30' Andraž Kirm 44' |       | 20' Rory Fallon | Ljudski vrt Stadion, Maribor Toeschouwers: 10.965 Scheidsrechter: Anastasios Kakkos (GRE) |

| WK voetbal 2010 |
| --------------- |

|                                                                |                    |                  |                   |                                                                                            |
| 15 juni WK-eindronde Groep F № ?? «onderlinge duels» 13:30 uur | Nieuw-Zeeland      | 1 – 1            | Slowakije         | Royal Bafokeng Stadion, Rustenburg Toeschouwers: 23.871 Scheidsrechter: Jerome Damon (RSA) |
| 15 juni WK-eindronde Groep F № ?? «onderlinge duels» 13:30 uur | Winston Reid 90+3' | Wedstrijdverslag | 50' Róbert Vittek | Royal Bafokeng Stadion, Rustenburg Toeschouwers: 23.871 Scheidsrechter: Jerome Damon (RSA) |

|                                                                |                 |                  |                              |                                                                                      |
| 20 juni WK-eindronde Groep F № ?? «onderlinge duels» 16:00 uur | Nieuw-Zeeland   | 1 – 1            | Italië                       | Mbombela Stadium, Nelspruit Toeschouwers: 38.229 Scheidsrechter: Carlos Batres (GUA) |
| 20 juni WK-eindronde Groep F № ?? «onderlinge duels» 16:00 uur | Shane Smeltz 7' | Wedstrijdverslag | 29' (pen.) Vincenzo Iaquinta | Mbombela Stadium, Nelspruit Toeschouwers: 38.229 Scheidsrechter: Carlos Batres (GUA) |

|                                                                |          |       |               |                                                                                       |
| 24 juni WK-eindronde Groep F № ?? «onderlinge duels» 16:00 uur | Paraguay | 0 – 0 | Nieuw-Zeeland | Peter Mokaba Stadion, Polokwane Toeschouwers: 34.850 Scheidsrechter: Yuichi Nishimura |
| 24 juni WK-eindronde Groep F № ?? «onderlinge duels» 16:00 uur |          |       |               | Peter Mokaba Stadion, Polokwane Toeschouwers: 34.850 Scheidsrechter: Yuichi Nishimura |

|  |  |  |  |  |  |  |  |  |

|                                                               |                |       |                   |                                                                                          |
| 9 oktober Vriendschappelijk № ?? «onderlinge duels» 20:40 uur | Nieuw-Zeeland  | 1 – 1 | Honduras          | North Harbour Stadium, Auckland Toeschouwers: 18.153 Scheidsrechter: Peter O'Leary (NZL) |
| 9 oktober Vriendschappelijk № ?? «onderlinge duels» 20:40 uur | Chris Wood 45' |       | 64' Emil Martínez | North Harbour Stadium, Auckland Toeschouwers: 18.153 Scheidsrechter: Peter O'Leary (NZL) |

|                                                                |               |                                               |          |                                                                                    |
| 12 oktober Vriendschappelijk № ?? «onderlinge duels» 19:30 uur | Nieuw-Zeeland | 0 – 2                                         | Paraguay | Westpac Stadium, Wellington Toeschouwers: 16.477 Scheidsrechter: Jamie Cross (NZL) |
| 12 oktober Vriendschappelijk № ?? «onderlinge duels» 19:30 uur |               | 22' (pen.) Nelson Valdez 28' Osvaldo Martínez |          | Westpac Stadium, Wellington Toeschouwers: 16.477 Scheidsrechter: Jamie Cross (NZL) |

### 2011
|                                                    |                         |       |                        |                                                                                            |
| 25 maart Vriendschappelijk № ?? «onderlinge duels» | China                   | 1 – 1 | Nieuw-Zeeland          | Wuhan Sports Center Stadion, Wuhan Toeschouwers: 40.000 Scheidsrechter: Masaaki Toma (JPN) |
| 25 maart Vriendschappelijk № ?? «onderlinge duels» | Andrew Boyens 3' (e.d.) |       | 53' Michael McGlinchey | Wuhan Sports Center Stadion, Wuhan Toeschouwers: 40.000 Scheidsrechter: Masaaki Toma (JPN) |

|                                                  |                                                                  |       |               |                                                                                            |
| 1 juni Vriendschappelijk № ?? «onderlinge duels» | Mexico                                                           | 3 – 0 | Nieuw-Zeeland | Invesco Field at Mile High, Denver Toeschouwers: 45.401 Scheidsrechter: Terry Vaughn (USA) |
| 1 juni Vriendschappelijk № ?? «onderlinge duels» | Giovani Dos Santos 22' Giovani Dos Santos 30' Aldo de Nigris 43' |       |               | Invesco Field at Mile High, Denver Toeschouwers: 45.401 Scheidsrechter: Terry Vaughn (USA) |

|                                                            |                                                                 |       |               |                                                                                |
| 5 juni Vriendschappelijk № ?? «onderlinge duels» 17:30 uur | Australië                                                       | 3 – 0 | Nieuw-Zeeland | Adelaide Oval, Adelaide Toeschouwers: 21.281 Scheidsrechter: Minoru Tōjō (JPN) |
| 5 juni Vriendschappelijk № ?? «onderlinge duels» 17:30 uur | Joshua Kennedy 10' Joshua Kennedy 59' James Troisi 90+3' (pen.) |       |               | Adelaide Oval, Adelaide Toeschouwers: 21.281 Scheidsrechter: Minoru Tōjō (JPN) |

### 2012
|                                                                 |                                 |       |                                                       |                                                                                        |
| 29 februari Vriendschappelijk № ?? «onderlinge duels» 18:30 uur | Nieuw-Zeeland                   | 2 – 3 | Jamaica                                               | Mount Smart Stadium, Auckland Toeschouwers: 1.300 Scheidsrechter: Norbert Hauata (TAH) |
| 29 februari Vriendschappelijk № ?? «onderlinge duels» 18:30 uur | Chris Wood 55' Chris Killen 88' |       | 38' Xavian Virgo 53' Tremaine Stewart 77' Navion Boyd | Mount Smart Stadium, Auckland Toeschouwers: 1.300 Scheidsrechter: Norbert Hauata (TAH) |

|                                                            |                                             |       |                                    |                                                                                       |
| 23 mei Vriendschappelijk № ?? «onderlinge duels» 19:00 uur | El Salvador                                 | 2 – 2 | Nieuw-Zeeland                      | BBVA Compass Stadium, Houston Toeschouwers: 18.000 Scheidsrechter: Terry Vaughn (USA) |
| 23 mei Vriendschappelijk № ?? «onderlinge duels» 19:00 uur | Rafael Burgos 13' Michael Boxall 56' (e.d.) |       | 28' Ian Hogg 64' Kosta Barbarouses | BBVA Compass Stadium, Houston Toeschouwers: 18.000 Scheidsrechter: Terry Vaughn (USA) |

|                                                  |          |                  |               |                                                                                  |
| 26 mei Vriendschappelijk № ?? «onderlinge duels» | Honduras | 0 – 1            | Nieuw-Zeeland | Cotton Bowl, Dallas Toeschouwers: onbekend Scheidsrechter: Edvin Jurisevic (USA) |
| 26 mei Vriendschappelijk № ?? «onderlinge duels» |          | 45' Shane Smeltz |               | Cotton Bowl, Dallas Toeschouwers: onbekend Scheidsrechter: Edvin Jurisevic (USA) |

|                                                |      |                |               |                                                                                                 |
| 1 juni OFC Nations Cup № ?? «onderlinge duels» | Fiji | 0 – 1          | Nieuw-Zeeland | Lawson Tama Stadion, Honiara Toeschouwers: 12.950 Scheidsrechter: Isidore Assiene-Ambassa (NWC) |
| 1 juni OFC Nations Cup № ?? «onderlinge duels» |      | 8' Tommy Smith |               | Lawson Tama Stadion, Honiara Toeschouwers: 12.950 Scheidsrechter: Isidore Assiene-Ambassa (NWC) |

|                                                          |                      |       |                                |                                                                                     |
| 4 juni OFC Nations Cup № ?? «onderlinge duels» 12:00 uur | Papoea-Nieuw-Guinea  | 1 – 2 | Nieuw-Zeeland                  | Lawson Tama Stadium, Honiara Toeschouwers: 3.000 Scheidsrechter: Bruce George (VAN) |
| 4 juni OFC Nations Cup № ?? «onderlinge duels» 12:00 uur | Niel Hans 89' (pen.) |       | 2' Shane Smeltz 52' Chris Wood | Lawson Tama Stadium, Honiara Toeschouwers: 3.000 Scheidsrechter: Bruce George (VAN) |

|                                                          |                |       |                     |                                                                                        |
| 6 juni OFC Nations Cup № ?? «onderlinge duels» 15:00 uur | Nieuw-Zeeland  | 1 – 1 | Salomonseilanden    | Lawson Tama Stadium, Honiara Toeschouwers: 18.000 Scheidsrechter: Norbert Hauata (TAH) |
| 6 juni OFC Nations Cup № ?? «onderlinge duels» 15:00 uur | Chris Wood 13' |       | 56' Benjamin Totori | Lawson Tama Stadium, Honiara Toeschouwers: 18.000 Scheidsrechter: Norbert Hauata (TAH) |

|                                                          |               |                                             |                 |                                                                                       |
| 8 juni OFC Nations Cup № ?? «onderlinge duels» 11:00 uur | Nieuw-Zeeland | 0 – 2                                       | Nieuw-Caledonië | Lawson Tama Stadium, Honiara Toeschouwers: 8.000 Scheidsrechter: Norbert Hauata (TAH) |
| 8 juni OFC Nations Cup № ?? «onderlinge duels» 11:00 uur |               | 60' Bertrand Kaï 90+2' Georges Gope-Fenepej |                 | Lawson Tama Stadium, Honiara Toeschouwers: 8.000 Scheidsrechter: Norbert Hauata (TAH) |

|                                                           |                                                           |       |                                                         |                                                                                      |
| 10 juni OFC Nations Cup № ?? «onderlinge duels» 11:00 uur | Salomonseilanden                                          | 3 – 4 | Nieuw-Zeeland                                           | Lawson Tama Stadium, Honiara Toeschouwers: 7.000 Scheidsrechter: Kader Zitouni (TAH) |
| 10 juni OFC Nations Cup № ?? «onderlinge duels» 11:00 uur | Himson Teleda 48' Benjamin Totori 54' Benjamin Totori 88' |       | 11' Chris Wood 25' Chris Wood 30' Chris Wood 90' Smeltz | Lawson Tama Stadium, Honiara Toeschouwers: 7.000 Scheidsrechter: Kader Zitouni (TAH) |

|                                                     |                 |                                 |               |                                                                                          |
| 7 september WK-kwalificatie № ?? «onderlinge duels» | Nieuw-Caledonië | 0 – 2                           | Nieuw-Zeeland | Stade Numa-Daly Magenta, Nouméa Toeschouwers: 6.000 Scheidsrechter: Norbert Hauata (TAH) |
| 7 september WK-kwalificatie № ?? «onderlinge duels» |                 | 12' Shane Smeltz 40' Chris Wood |               | Stade Numa-Daly Magenta, Nouméa Toeschouwers: 6.000 Scheidsrechter: Norbert Hauata (TAH) |

|                                                      | |       |                    |                                                                                           |
| 11 september WK-kwalificatie № ?? «onderlinge duels» | Nieuw-Zeeland                                                                                            | 6 – 1 | Salomonseilanden   | North Harbour Stadium, Auckland Toeschouwers: 7.931 Scheidsrechter: Bertrand Billon (NWC) |
| 11 september WK-kwalificatie № ?? «onderlinge duels» | Shane Smeltz 12' Kosta Barbarouses 25' Chris Killen 53' Tony Lochhead 69' Chris Wood 80' Marco Rojas 83' |       | 51' Henry Fa'Arodo | North Harbour Stadium, Auckland Toeschouwers: 7.931 Scheidsrechter: Bertrand Billon (NWC) |

|                                                    |        |                                  |               |                                                                           |
| 13 oktober WK-kwalificatie № ?? «onderlinge duels» | Tahiti | 0 – 2                            | Nieuw-Zeeland | Stade Pater, Papeete Toeschouwers: 600 Scheidsrechter: Bruce George (VAN) |
| 13 oktober WK-kwalificatie № ?? «onderlinge duels» |        | 24' Shane Smeltz 82' Ben Sigmund |               | Stade Pater, Papeete Toeschouwers: 600 Scheidsrechter: Bruce George (VAN) |

|                                                    |                                                                 |       |        |                                                                                   |
| 16 oktober WK-kwalificatie № ?? «onderlinge duels» | Nieuw-Zeeland                                                   | 3 – 0 | Tahiti | AMI Stadium, Christchurch Toeschouwers: 10.751 Scheidsrechter: Gerald Oiaka (SOL) |
| 16 oktober WK-kwalificatie № ?? «onderlinge duels» | Michael McGlinchey 2' Chris Killen 89' Michael McGlinchey 90+3' |       |        | AMI Stadium, Christchurch Toeschouwers: 10.751 Scheidsrechter: Gerald Oiaka (SOL) |

|                                                       |               |       |                |                                                                   |
| 14 november Vriendschappelijk № ?? «onderlinge duels» | China         | 1 – 1 | Nieuw-Zeeland  | Hongkou Stadion, Shanghai Toeschouwers: 13.000 Scheidsrechter: ?? |
| 14 november Vriendschappelijk № ?? «onderlinge duels» | Xuri Zhao 32' |       | 44' Chris Wood | Hongkou Stadion, Shanghai Toeschouwers: 13.000 Scheidsrechter: ?? |

### 2013
|                                                            |                                     |       |                   |                                                                                          |
| 22 maart WK-kwalificatie № ?? «onderlinge duels» 19:45 uur | Nieuw-Zeeland                       | 2 – 1 | Nieuw-Caledonië   | Forsyth Barr Stadium, Dunedin Toeschouwers: 9.000 Scheidsrechter: Strebre Delovski (AUS) |
| 22 maart WK-kwalificatie № ?? «onderlinge duels» 19:45 uur | Chris Killen 10' Tommy Smith 90'+4' |       | 56' Cesar Lolohea | Forsyth Barr Stadium, Dunedin Toeschouwers: 9.000 Scheidsrechter: Strebre Delovski (AUS) |

|                                                            |                  |                            |               |                                                                                       |
| 26 maart WK-kwalificatie № ?? «onderlinge duels» 20:00 uur | Salomonseilanden | 0 – 2                      | Nieuw-Zeeland | Lawson Tama Stadium, Honiara Toeschouwers: 5.600 Scheidsrechter: Averii Jacques (TAH) |
| 26 maart WK-kwalificatie № ?? «onderlinge duels» 20:00 uur |                  | 3' Tim Payne 88' Tim Payne |               | Lawson Tama Stadium, Honiara Toeschouwers: 5.600 Scheidsrechter: Averii Jacques (TAH) |

|                                                  |               |                  |          |                                                                        |
| 4 juni Vriendschappelijk № ?? «onderlinge duels» | Nieuw-Zeeland | 0 – 1            | Jordanië | North Harbour Stadium, Auckland Toeschouwers: 3.532 Scheidsrechter: ?? |
| 4 juni Vriendschappelijk № ?? «onderlinge duels» |               | 3' Odai Al-Saify |          | North Harbour Stadium, Auckland Toeschouwers: 3.532 Scheidsrechter: ?? |

|                                                       |               |                  |               | |
| 5 september Vriendschappelijk № ?? «onderlinge duels» | Saoedi-Arabië | 0 – 1            | Nieuw-Zeeland | King Fahd International Stadium, Riyadh Toeschouwers: ?? Scheidsrechter: Abdulameer Abdulshaheed (BHR) |
| 5 september Vriendschappelijk № ?? «onderlinge duels» |               | 78' Chris Killen |               | King Fahd International Stadium, Riyadh Toeschouwers: ?? Scheidsrechter: Abdulameer Abdulshaheed (BHR) |

|                                                       |                                   |       |               |                                                                                                 |
| 9 september Vriendschappelijk № ?? «onderlinge duels» | V.A.E.                            | 2 – 0 | Nieuw-Zeeland | King Fahd International Stadium, Riyadh Toeschouwers: ?? Scheidsrechter: Fahad Al-Mirdasi (KSA) |
| 9 september Vriendschappelijk № ?? «onderlinge duels» | Ahmed Khalil 11' Ali Mabkhout 56' |       |               | King Fahd International Stadium, Riyadh Toeschouwers: ?? Scheidsrechter: Fahad Al-Mirdasi (KSA) |

|                                                      |                |       |               |                                                                                                 |
| 15 oktober Vriendschappelijk № ?? «onderlinge duels» | Trinidad en T. | 0 – 0 | Nieuw-Zeeland | Hasely Crawford Stadium, Port of Spain Toeschouwers: ?? Scheidsrechter: Stanley Lancaster (GUY) |
| 15 oktober Vriendschappelijk № ?? «onderlinge duels» |                |       |               | Hasely Crawford Stadium, Port of Spain Toeschouwers: ?? Scheidsrechter: Stanley Lancaster (GUY) |

|                                                                   |                                                                                          |       |                 |                                                                                      |
| 13 november Kwalificatie WK 2014 Play-off № ?? «onderlinge duels» | Mexico                                                                                   | 5 – 1 | Nieuw-Zeeland   | Aztekenstadion, Mexico-Stad Toeschouwers: 99.832 Scheidsrechter: Viktor Kassai (HUN) |
| 13 november Kwalificatie WK 2014 Play-off № ?? «onderlinge duels» | Paul Aguilar 32' Raúl Jiménez 40' Oribe Peralta 48' Oribe Peralta 80' Rafael Márquez 84' |       | 85' Chris James | Aztekenstadion, Mexico-Stad Toeschouwers: 99.832 Scheidsrechter: Viktor Kassai (HUN) |

|                                                                   |                                        |       |                                                                       |                                                                                    |
| 20 november Kwalificatie WK 2014 Play-off № ?? «onderlinge duels» | Nieuw-Zeeland                          | 2 – 4 | Mexico                                                                | Westpac Stadium, Wellington Toeschouwers: 35.206 Scheidsrechter: Felix Brych (GER) |
| 20 november Kwalificatie WK 2014 Play-off № ?? «onderlinge duels» | Chris James 80' (pen.) Rory Fallon 84' |       | 14' Oribe Peralta 29' Oribe Peralta 33' Oribe Peralta 87' Carlos Peña | Westpac Stadium, Wellington Toeschouwers: 35.206 Scheidsrechter: Felix Brych (GER) |

### 2014
|                                                             |                                                                            |       |                               |                                                                                   |
| 5 maart Vriendschappelijk № ?? «onderlinge duels» 19:40 uur | Japan                                                                      | 4 – 2 | Nieuw-Zeeland                 | Olympisch Stadion, Tokio Toeschouwers: 47.670 Scheidsrechter: Alan Milliner (AUS) |
| 5 maart Vriendschappelijk № ?? «onderlinge duels» 19:40 uur | Shinji Okazaki 4' Shinji Kagawa 8' Masato Morishige 11' Shinji Okazaki 17' |       | 40' Chris Wood 80' Chris Wood | Olympisch Stadion, Tokio Toeschouwers: 47.670 Scheidsrechter: Alan Milliner (AUS) |

|                                                            |               |       |             |                                                                                    |
| 30 mei Vriendschappelijk № ?? «onderlinge duels» 20:30 uur | Nieuw-Zeeland | 0 – 0 | Zuid-Afrika | Mt Smart Stadium, Auckland Toeschouwers: 9.266 Scheidsrechter: Jarred Gillet (AUS) |
| 30 mei Vriendschappelijk № ?? «onderlinge duels» 20:30 uur |               |       |             | Mt Smart Stadium, Auckland Toeschouwers: 9.266 Scheidsrechter: Jarred Gillet (AUS) |

|                                                       |                                                         |       |                    |                                     |
| 7 september Vriendschappelijk № ?? «onderlinge duels» | Oezbekistan                                             | 3 – 1 | Nieuw-Zeeland      | Paxtakor Markaziy Stadion, Tasjkent |
| 7 september Vriendschappelijk № ?? «onderlinge duels» | Odil Akhmedov 41' Odil Akhmedov 58' Server Djeparov 77' |       | 86' Jeremy Brockie | Paxtakor Markaziy Stadion, Tasjkent |

|                                                                 |            |       |                |                                                                                       |
| 14 november Vriendschappelijk № ?? «onderlinge duels» 20:35 uur | China      | 1 – 1 | Nieuw-Zeeland  | Nanchang Bayi Stadion, Nanchang Toeschouwers: 32.000 Scheidsrechter: Lee Min-Hu (KOR) |
| 14 november Vriendschappelijk № ?? «onderlinge duels» 20:35 uur | Lei Wu 43' |       | 86' Chris Wood | Nanchang Bayi Stadion, Nanchang Toeschouwers: 32.000 Scheidsrechter: Lee Min-Hu (KOR) |

|                                                                 |                                            |       |               |                                                                                                 |
| 18 november Vriendschappelijk № ?? «onderlinge duels» 20:30 uur | Thailand                                   | 2 – 0 | Nieuw-Zeeland | 5 December Stadion, Nakhon Ratchasima Toeschouwers: 4.000 Scheidsrechter: Dinh Dung Phung (VIE) |
| 18 november Vriendschappelijk № ?? «onderlinge duels» 20:30 uur | Keerati Keawsombat 44' Adisak Kraisorn 77' |       |               | 5 December Stadion, Nakhon Ratchasima Toeschouwers: 4.000 Scheidsrechter: Dinh Dung Phung (VIE) |

### 2015
|                                                     |                  |       |               |                                                                                         |
| 31 maart Vriendschappelijk № 584 «onderlinge duels» | Zuid-Korea       | 1 – 0 | Nieuw-Zeeland | Seoul World Cupstadion, Seoel Toeschouwers: 33.514 Scheidsrechter: Mohamad Yaacob (MAS) |
| 31 maart Vriendschappelijk № 584 «onderlinge duels» | Lee Jae-sung 86' |       |               | Seoul World Cupstadion, Seoel Toeschouwers: 33.514 Scheidsrechter: Mohamad Yaacob (MAS) |

|                                                        |                    |       |                         |                                                                                     |
| 7 september Vriendschappelijk № 585 «onderlinge duels» | Myanmar            | 1 – 1 | Nieuw-Zeeland           | Thuwanna YTC Stadion, Yangon Toeschouwers: ??? Scheidsrechter: Mohamad Yaacob (MAS) |
| 7 september Vriendschappelijk № 585 «onderlinge duels» | Thiha Zaw Hein 66' |       | 43' (pen.) Shane Smeltz | Thuwanna YTC Stadion, Yangon Toeschouwers: ??? Scheidsrechter: Mohamad Yaacob (MAS) |

|                                                        |      |               |               |                                                               |
| 12 november Vriendschappelijk № 586 «onderlinge duels» | Oman | 0 – 1         | Nieuw-Zeeland | Al-Seeb Stadion, Muscat Toeschouwers: ??? Scheidsrechter: ??? |
| 12 november Vriendschappelijk № 586 «onderlinge duels» |      | 5' Chris Wood |               | Al-Seeb Stadion, Muscat Toeschouwers: ??? Scheidsrechter: ??? |

### 2016
|                                                  |                                                                    |       |                        |                                                                                             |
| 28 mei Kwalificatie WK 2018 № «onderlinge duels» | Nieuw-Zeeland                                                      | 3 – 1 | Fiji                   | Sir John Guise Stadium, Port Moresby Toeschouwers: 378 Scheidsrechter: Norbert Hauata (TAH) |
| 28 mei Kwalificatie WK 2018 № «onderlinge duels» | Themistoklis Tzimopoulos 16' Rory Fallon 41' Chris Wood 61' (pen.) |       | 45' (pen.) Roy Krishna | Sir John Guise Stadium, Port Moresby Toeschouwers: 378 Scheidsrechter: Norbert Hauata (TAH) |

|                                                  |         |                                                                                         |               |                                                                                        |
| 31 mei Kwalificatie WK 2018 № «onderlinge duels» | Vanuatu | 0 – 5                                                                                   | Nieuw-Zeeland | Sir John Guise Stadium, Port Moresby Toeschouwers: 520 Scheidsrechter: Anio Amos (PNG) |
| 31 mei Kwalificatie WK 2018 № «onderlinge duels» |         | 4' Chris Wood 5' Chris Wood 9' Michael McGlinchey 19' Rory Fallon 45' Kosta Barbarouses |               | Sir John Guise Stadium, Port Moresby Toeschouwers: 520 Scheidsrechter: Anio Amos (PNG) |

|                                                  |                |       |                  |                                                                                               |
| 4 juni Kwalificatie WK 2018 № «onderlinge duels» | Nieuw-Zeeland  | 1 – 0 | Salomonseilanden | Sir John Guise Stadium, Port Moresby Toeschouwers: 1.295 Scheidsrechter: Norbert Hauata (TAH) |
| 4 juni Kwalificatie WK 2018 № «onderlinge duels» | Luke Adams 80' |       |                  | Sir John Guise Stadium, Port Moresby Toeschouwers: 1.295 Scheidsrechter: Norbert Hauata (TAH) |

|                                                                  |                |       |                 |                                                                                              |
| 8 juni Oceanisch kampioenschap Halve finale № «onderlinge duels» | Nieuw-Zeeland  | 1 – 0 | Nieuw-Caledonië | Sir John Guise Stadium, Port Moresby Toeschouwers: 3.548 Scheidsrechter: Kader Zitouni (TAH) |
| 8 juni Oceanisch kampioenschap Halve finale № «onderlinge duels» | Chris Wood 49' |       |                 | Sir John Guise Stadium, Port Moresby Toeschouwers: 3.548 Scheidsrechter: Kader Zitouni (TAH) |

|                                                             |                                                                      |              |                                                          |                                                                                                |
| 11 juni Oceanisch kampioenschap Finale № «onderlinge duels» | Nieuw-Zeeland                                                        | 0 – 0 (n.v.) | Papoea-Nieuw-Guinea                                      | Sir John Guise Stadium, Port Moresby Toeschouwers: 13.000 Scheidsrechter: Norbert Hauata (TAH) |
| 11 juni Oceanisch kampioenschap Finale № «onderlinge duels» |                                                                      |              |                                                          | Sir John Guise Stadium, Port Moresby Toeschouwers: 13.000 Scheidsrechter: Norbert Hauata (TAH) |
| 11 juni Oceanisch kampioenschap Finale № «onderlinge duels» | Strafschoppen                                                        |              |                                                          | Sir John Guise Stadium, Port Moresby Toeschouwers: 13.000 Scheidsrechter: Norbert Hauata (TAH) |
| 11 juni Oceanisch kampioenschap Finale № «onderlinge duels» | Rory Fallon Michael McGlinchey Moses Dyer Jeremy Brockie Marco Rojas | 4 – 2        | Koriak Upaiga Tommy Semmy Michael Foster Raymond Gunemba | Sir John Guise Stadium, Port Moresby Toeschouwers: 13.000 Scheidsrechter: Norbert Hauata (TAH) |

|                                                            |                 |       |                                                |                                                                                   |
| 8 oktober Vriendschappelijk № «onderlinge duels» 16:00 uur | Nieuw-Zeeland   | 1 – 2 | Mexico                                         | Nissan Stadium, Nashville Toeschouwers: 40.287 Scheidsrechter: Jair Marrufo (USA) |
| 8 oktober Vriendschappelijk № «onderlinge duels» 16:00 uur | Marco Rojas 46' |       | 29' (pen.) Giovani dos Santos 56' Marco Fabián | Nissan Stadium, Nashville Toeschouwers: 40.287 Scheidsrechter: Jair Marrufo (USA) |

|                                                             |                  |       |                     |                                                                                      |
| 11 oktober Vriendschappelijk № «onderlinge duels» 20:00 uur | Verenigde Staten | 1 – 1 | Nieuw-Zeeland       | RFK Stadium, Washington Toeschouwers: 9.012 Scheidsrechter: Juan Carlos Guerra (GUA) |
| 11 oktober Vriendschappelijk № «onderlinge duels» 20:00 uur | Julian Green 27' |       | 72' Monty Patterson | RFK Stadium, Washington Toeschouwers: 9.012 Scheidsrechter: Juan Carlos Guerra (GUA) |

|                                                       |                                 |       |                 |                                                            |
| 12 november Kwalificatie WK 2018 № «onderlinge duels» | Nieuw-Zeeland                   | 2 – 0 | Nieuw-Caledonië | QBE Stadium, Auckland Scheidsrechter: Norbert Hauata (TAH) |
| 12 november Kwalificatie WK 2018 № «onderlinge duels» | Marco Rojas 42' Marco Rojas 72' |       |                 | QBE Stadium, Auckland Scheidsrechter: Norbert Hauata (TAH) |

|                                                       |                 |       |               |                                                       |
| 15 november Kwalificatie WK 2018 № «onderlinge duels» | Nieuw-Caledonië | 0 – 0 | Nieuw-Zeeland | Stade Yoshida, Koné Scheidsrechter: George Time (SOL) |
| 15 november Kwalificatie WK 2018 № «onderlinge duels» |                 |       |               | Stade Yoshida, Koné Scheidsrechter: George Time (SOL) |

### 2017
|                                                              |      |                                       |               |                                                              |
| 19 maart Kwalificatie WK 2018 № «onderlinge duels» 13:00 uur | Fiji | 0 – 2                                 | Nieuw-Zeeland | Churchill Park, Lautoka Scheidsrechter: Norbert Hauata (TAH) |
| 19 maart Kwalificatie WK 2018 № «onderlinge duels» 13:00 uur |      | 48' (pen.) Chris Wood 55' Marco Rojas |               | Churchill Park, Lautoka Scheidsrechter: Norbert Hauata (TAH) |

|                                                              |                                 |       |      |                                                                                  |
| 27 maart Kwalificatie WK 2018 № «onderlinge duels» 19:30 uur | Nieuw-Zeeland                   | 2 – 0 | Fiji | Wellington Regional Stadium, Wellington Scheidsrechter: Abdelkader Zitouni (TAH) |
| 27 maart Kwalificatie WK 2018 № «onderlinge duels» 19:30 uur | Ryan Thomas 27' Ryan Thomas 68' |       |      | Wellington Regional Stadium, Wellington Scheidsrechter: Abdelkader Zitouni (TAH) |

|                                                         |               |       |               |                                                                                  |
| 2 juni Vriendschappelijk № «onderlinge duels» 20:45 uur | Noord-Ierland | 1 – 0 | Nieuw-Zeeland | Windsor Park, Belfast Toeschouwers: 16.815 Scheidsrechter: Laurent Kopriwa (LUX) |
| 2 juni Vriendschappelijk № «onderlinge duels» 20:45 uur | Liam Boyce 6' |       |               | Windsor Park, Belfast Toeschouwers: 16.815 Scheidsrechter: Laurent Kopriwa (LUX) |

|                                                          |                    |       |               |                                                                                |
| 12 juni Vriendschappelijk № «onderlinge duels» 20:45 uur | Wit-Rusland        | 1 – 0 | Nieuw-Zeeland | Traktorstadion, Minsk Toeschouwers: 2.500 Scheidsrechter: Michail Vilkov (RUS) |
| 12 juni Vriendschappelijk № «onderlinge duels» 20:45 uur | Denis Poljakov 47' |       |               | Traktorstadion, Minsk Toeschouwers: 2.500 Scheidsrechter: Michail Vilkov (RUS) |

| FIFA Confederations Cup 2017 |
| ---------------------------- |

|                                                                        |                                             |       |               |                                                                                               |
| 17 juni FIFA Confederations Cup Groep A № «onderlinge duels» 18:00 uur | Rusland                                     | 2 – 0 | Nieuw-Zeeland | Nieuwe Zenitstadion, Sint-Petersburg Toeschouwers: 50.251 Scheidsrechter: Wilmar Roldán (COL) |
| 17 juni FIFA Confederations Cup Groep A № «onderlinge duels» 18:00 uur | Michael Boxall 31' (e.d.) Fjodor Smolov 69' |       |               | Nieuwe Zenitstadion, Sint-Petersburg Toeschouwers: 50.251 Scheidsrechter: Wilmar Roldán (COL) |

|                                                                        |                                    |       |                |                                                                                     |
| 21 juni FIFA Confederations Cup Groep A № «onderlinge duels» 21:00 uur | Mexico                             | 2 – 1 | Nieuw-Zeeland  | Olympisch stadion, Sotsji Toeschouwers: 25.133 Scheidsrechter: Bakary Gassama (GAM) |
| 21 juni FIFA Confederations Cup Groep A № «onderlinge duels» 21:00 uur | Raúl Jiménez 54' Oribe Peralta 72' |       | 42' Chris Wood | Olympisch stadion, Sotsji Toeschouwers: 25.133 Scheidsrechter: Bakary Gassama (GAM) |

|                                                                        |               |                                                                            |          |                                                                                             |
| 24 juni FIFA Confederations Cup Groep A № «onderlinge duels» 18:00 uur | Nieuw-Zeeland | 0 – 4                                                                      | Portugal | Nieuwe Zenitstadion, Sint-Petersburg Toeschouwers: 56.290 Scheidsrechter: Mark Geiger (USA) |
| 24 juni FIFA Confederations Cup Groep A № «onderlinge duels» 18:00 uur |               | 34' (pen.) Cristiano Ronaldo 38' Bernardo Silva 80' André Silva 90+1' Nani |          | Nieuwe Zenitstadion, Sint-Petersburg Toeschouwers: 56.290 Scheidsrechter: Mark Geiger (USA) |

|  |  |  |  |  |  |  |  |  |

|                                                                 | |       |                           |                                                                      |
| 1 september Kwalificatie WK 2018 № «onderlinge duels» 19:30 uur | Nieuw-Zeeland                                                                                               | 6 – 1 | Salomonseilanden          | North Harbour Stadium, Auckland Scheidsrechter: Norbert Hauata (TAH) |
| 1 september Kwalificatie WK 2018 № «onderlinge duels» 19:30 uur | Chris Wood 18' Chris Wood 36' Kosta Barbarouses 39' Ryan Thomas 56' Michael McGlinchey 81' Chris Wood 90+3' |       | 53' (pen.) Henry Fa'arodo | North Harbour Stadium, Auckland Scheidsrechter: Norbert Hauata (TAH) |

|                                                                           |               |       |      |                                                                                    |
| 11 november Kwalificatie WK 2018 Play-offs № «onderlinge duels» 20:15 uur | Nieuw-Zeeland | 0 – 0 | Peru | Westpac Stadium, Wellington Toeschouwers: 37.034 Scheidsrechter: Mark Geiger (USA) |
| 11 november Kwalificatie WK 2018 Play-offs № «onderlinge duels» 20:15 uur |               |       |      | Westpac Stadium, Wellington Toeschouwers: 37.034 Scheidsrechter: Mark Geiger (USA) |

|                                                                           |                                          |       |               |                                                                                  |
| 15 november Kwalificatie WK 2018 Play-offs № «onderlinge duels» 20:15 uur | Peru                                     | 2 – 0 | Nieuw-Zeeland | Estadio Nacional, Lima Toeschouwers: 39.125 Scheidsrechter: Clément Turpin (FRA) |
| 15 november Kwalificatie WK 2018 Play-offs № «onderlinge duels» 20:15 uur | Jefferson Farfán 28' Christian Ramos 65' |       |               | Estadio Nacional, Lima Toeschouwers: 39.125 Scheidsrechter: Clément Turpin (FRA) |

### 2018
|                                                           |                      |       |               |                                                                                             |
| 24 maart Vriendschappelijk № «onderlinge duels» 16:00 uur | Canada               | 1 – 0 | Nieuw-Zeeland | Pinatar Arena, San Pedro del Pinatar Toeschouwers: 75 Scheidsrechter: David Fernández (ESP) |
| 24 maart Vriendschappelijk № «onderlinge duels» 16:00 uur | Tosaint Ricketts 54' |       |               | Pinatar Arena, San Pedro del Pinatar Toeschouwers: 75 Scheidsrechter: David Fernández (ESP) |

|                                                              |                                       |       |                    |                                                                   |
| 2 juni Hero International Cup № «onderlinge duels» 20:00 uur | Kenia                                 | 2 – 1 | Nieuw-Zeeland      | Mumbai Football Arena, Mumbai Scheidsrechter: Santosh Kumar (IND) |
| 2 juni Hero International Cup № «onderlinge duels» 20:00 uur | Clifton Miheso 45' Ovella Ochieng 68' |       | 42' Sarpreet Singh | Mumbai Football Arena, Mumbai Scheidsrechter: Santosh Kumar (IND) |

|                                                              |                |                       |               |                                                                           |
| 5 juni Hero International Cup № «onderlinge duels» 20:00 uur | Chinees Taipei | 0 – 1                 | Nieuw-Zeeland | Mumbai Football Arena, Mumbai Scheidsrechter: Coimbatore Srikrishna (IND) |
| 5 juni Hero International Cup № «onderlinge duels» 20:00 uur |                | 36' (pen.) Myer Bevan |               | Mumbai Football Arena, Mumbai Scheidsrechter: Coimbatore Srikrishna (IND) |

|                                                              |                   |       |                                  |                                                                            |
| 7 juni Hero International Cup № «onderlinge duels» 20:00 uur | India             | 1 – 2 | Nieuw-Zeeland                    | Mumbai Football Arena, Mumbai Scheidsrechter: Hettikamkanamge Perera (SRI) |
| 7 juni Hero International Cup № «onderlinge duels» 20:00 uur | Sunil Chhetri 46' |       | 49' Andre De Jong 86' Moses Dyer | Mumbai Football Arena, Mumbai Scheidsrechter: Hettikamkanamge Perera (SRI) |

NZF · A-internationals · Bondscoaches · Statistieken · N-Zeelands vrouwenelftal · Olympisch elftal · N-Zeeland U21 · N-Zeeland U20 · N-Zeeland U19 · N-Zeeland U18 · N-Zeeland U17
1920 – 1949 ·
1950 – 1959 ·
1960 – 1969 ·
1970 – 1979 ·
1980 – 1989 ·
1990 – 1999 ·
2000 – 2009 ·
2010 – 2019 ·
2020 − 2029
WK 1982 ·
WK 2010
OS 2008 ·
OS 2012 ·
OS 2020
1922 · 
1923 · 
1924 · 
1925–1926 ·
1927 · 
1928–1932 ·
1933 · 
1934–1935 ·
1936 · 
1937 · 
1938–1945 ·
1946 · 
1947 · 
1948 · 
1949–1950 ·
1951 · 
1952 · 
1953 ·
1954 · 
1955 · 
1956 ·
1957 · 
1958 · 
1959 · 
1960 · 
1961 · 
1962 · 
1963 ·
1964 · 
1965–1966 ·
1967 · 
1968 · 
1969 · 
1970 · 
1971 · 
1972 · 
1973 · 
1975 · 
1976 · 
1977 · 
1978 · 
1979 · 
1980 · 
1981 · 
1982 · 
1983 · 
1984 · 
1985 · 
1986 · 
1987 · 
1988 · 
1989 · 
1990 · 
1991 · 
1992 · 
1993 · 
1994 · 
1995 · 
1996 · 
1997 · 
1998 · 
1999 · 
2000 · 
2001 · 
2002 · 
2003 · 
2004 · 
2005 · 
2006 · 
2007 · 
2008 · 
2009 · 
2010 · 
2011 · 
2012 · 
2013 ·
2014 ·
2015 ·
2016 ·
2017 ·
2018 ·
2019 ·
2020 ·
2021 ·
2022 ·
2023 ·
2024
Australië ·
Bahrein ·
Botswana ·
Brazilië ·
Canada ·
Chili ·
China ·
Colombia ·
Congo-Kinshasa ·
Cookeilanden ·
Costa Rica ·
Curaçao ·
Duitsland ·
Egypte ·
El Salvador ·
Engeland ·
Estland ·
Fiji ·
Frankrijk ·
Gambia ·
Georgië ·
Ghana ·
Griekenland ·
Honduras ·
Hongarije ·
Ierland ·
India ·
Indonesië ·
Irak ·
Iran ·
Israël ·
Italië ·
Jamaica ·
Japan ·
Jordanië ·
Kenia ·
Koeweit ·
Libanon ·
Litouwen ·
Maleisië ·
Marokko ·
Mexico ·
Myanmar ·
Nieuw-Caledonië ·
Noord-Ierland ·
Noorwegen ·
Oezbekistan ·
Oman ·
Papoea-Nieuw-Guinea ·
Paraguay ·
Peru ·
Polen ·
Portugal ·
Qatar ·
Rusland ·
Salomonseilanden ·
Samoa ·
Saoedi-Arabië ·
Schotland ·
Servië ·
Singapore ·
Slovenië ·
Slowakije ·
Soedan ·
Sovjet-Unie ·
Spanje ·
Tahiti ·
Taiwan ·
Tanzania ·
Thailand ·
Trinidad en Tobago ·
Tunesië ·
Turkije ·
Uruguay ·
Vanuatu ·
Venezuela ·
Verenigde Arabische Emiraten ·
Verenigde Staten ·
Wales ·
Wit-Rusland ·
Zuid-Afrika ·
Zuid-Korea ·
Zuid-Vietnam ·
Zweden
Italië (2010) ·
Schotland (1982) · 
Slowakije (2010)
AFC-zone: Afghanistan · Australië · Bahrein · Bangladesh · Bhutan · Brunei · Cambodja · China · Chinees Taipei · Filipijnen · Guam · Hongkong · India · Indonesië · Iran · Irak · Japan · Jemen · Jordanië · Koeweit · Kirgizië · Laos · Libanon · Macau · Maleisië · Maldiven · Mongolië · Myanmar · Nepal · Noord-Korea · Oezbekistan · Oman · Oost-Timor · Pakistan · Palestina · Qatar · Saoedi-Arabië · Singapore · Sri Lanka · Syrië · Tadjikistan · Thailand · Turkmenistan · Verenigde Arabische Emiraten · Vietnam · Zuid-Korea

CAF-zone: Algerije · Angola · Benin · Botswana · Burkina Faso · Burundi · Centraal-Afrikaanse Republiek · Comoren · Congo-Brazzaville · Congo-Kinshasa · Djibouti · Egypte · Equatoriaal-Guinea · Eritrea · Ethiopië · Gabon · Gambia · Ghana · Guinee · Guinee-Bissau · Ivoorkust · Kaapverdië · Kameroen · Kenia · Lesotho · Liberia · Libië · Madagaskar · Malawi · Mali · Mauritanië · Mauritius · Marokko · Mozambique · Namibië · Niger · Nigeria · Oeganda · Rwanda · Sao Tomé en Principe · Senegal · Seychellen · Sierra Leone · Soedan · Somalië · Swaziland · Tanzania · Togo · Tsjaad · Tunesië · Zambia · Zimbabwe · Zuid-Afrika · Zuid-Soedan 

CONCACAF-zone: Amerikaanse Maagdeneilanden · Anguilla · Antigua en Barbuda · Aruba · Bahama's · Barbados · Belize · Bermuda · Britse Maagdeneilanden · Canada · Kaaimaneilanden · Costa Rica · Cuba · Curaçao · Dominica · Dominicaanse Republiek · El Salvador · Frans Guyana · Grenada · Guadeloupe · Guatemala · Guyana · Haïti · Honduras · Jamaica · Martinique · Mexico · Montserrat · 
Nicaragua · Panama · Puerto Rico · Saint Kitts en Nevis · Saint Lucia · Saint Vincent en de Grenadines · Sint Maarten · Suriname · Trinidad en Tobago · Turks- en Caicoseilanden · Verenigde Staten

CONMEBOL-zone: Argentinië · Bolivia · Brazilië · Chili · Colombia · Ecuador · Paraguay · Peru · Uruguay · Venezuela

OFC-zone: Amerikaans-Samoa · Cookeilanden · Fiji · Nieuw-Caledonië · Nieuw-Zeeland · Papoea-Nieuw-Guinea · Samoa · Salomoneilanden · Tahiti · Tonga · Vanuatu

UEFA-zone: Albanië · Andorra · Armenië · Azerbeidzjan · België · Bosnië en Herzegovina · Bulgarije · Cyprus · Denemarken · Duitsland · Engeland · Estland · Faeröer · Finland · Frankrijk · Georgië · Gibraltar · Griekenland · Hongarije · IJsland · Ierland · Israël · Italië · Kazachstan · Kosovo · Kroatië · Letland · Liechtenstein · Litouwen · Luxemburg · Macedonië · Malta · Moldavië · Montenegro · Nederland · Noord-Ierland · Noorwegen · Oekraïne · Oostenrijk · Polen · Portugal · Roemenië · Rusland · San Marino · Schotland · Servië · Slovenië · Slowakije · Spanje · Tsjechië · Turkije · Wales · Wit-Rusland · Zweden · Zwitserland